# Lógica de transístor com alto limiar

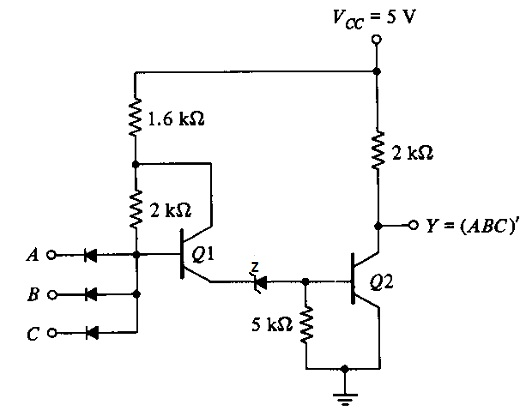
Esquema básico unbuffered três-entrada HTL porta NAND.

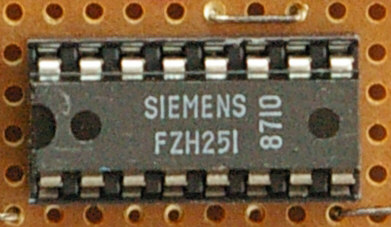
FZH251, de quatro a entrada de duas HTL E

Lógica de alto limiar é uma variante da lógica do diodo-transistor, que é utilizado em tais ambientes onde o ruído é muito alto.

## Funcionamento
Os valores de limite na entrada de uma porta lógica pode determinar se uma determinada entrada é interpretada como um valor lógico 0 ou uma lógica 1.(ex. nenhum valor menor que 1 V é um valor lógico e qualquer valor maior que 3 V é um valor lógico. Neste exemplo, os valores limite são 1V e 3V). HTL incorpora diodos Zener , para criar um grande desfasamento entre a lógica 1 lógica e 0 níveis de tensão. Normalmente, estes dispositivos fugiu de 15 V fonte de alimentação e foram encontradas no controle industrial, onde o elevado diferencial foi o objetivo de minimizar o efeito do ruído.

Desenho esquemático de um real buffer de entrada de dois HTL porta NAND FZH101A; PV = 180 mW; tpd = 175 ns.

## Vantagens
- Aumento Da Margem De Ruído
- Controle de Spike
- Alto Nível De Ruído Limite De Valor

## Desvantagem
- Baixa velocidade devido ao aumento da tensão de alimentação, resultando no uso de resistores de alto valor.
- Alta potência consumida

## Uso
É amplamente utilizado em ambientes industriais. exemplo:
- Controladores lógicos com forte ruído
- Processo Intenso De Máquinas

## Circuital peculiaridade
O pára-choque neste aparelho é exatamente o mesmo do que foi utilizado em RGB, saída de vídeo etapas em circuitos de TELEVISÃO, desta forma, o superior NPN sobe rapidamente um cátodo de capacitância com um grau relativamente alto de um resistor de carga em menor NPN, enquanto que os menores NPN ativar controles cuidadosamente K tensão.
Isso mostra o melhoramento do mesmo na carga de descarga de capacitâncias parasitas em tão alta tensão de circuito de lógica